# Luke Roessler
Luke Roessler (ur. 28 marca 2007 w Vancouver) – kanadyjski aktor filmowy i telewizyjny.

## Filmografia

### Filmy
W swojej karierze Luke zagrał w 26 różnych projektach. Najbardziej znany z roli Deana w To – Rozdział 2, Henry w Już nie żyjesz.
- 2015: The Wish Writer[3] (film krótkometrażowy) jako chłopiec
- 2015: Christmas Truce jako Filipp Braun
- 2015: Kindergarten Da Bin Ich Wieder (film krótkometrażowy) jako Sammy
- 2016: Countdown jako Anatolij
- 2016: Signed, Sealed, Delivered: Lost Without You jako Aiden
- 2016: The Robot (film krótkometrażowy) jako Tom
- 2017: Garbage Man[4] (film krótkometrażowy) jako chłopiec
- 2017: While You Were Dating jako Tommy
- 2017: Miss Christmas jako Joey McNar
- 2018: Deadpool 2 jako chłopiec
- 2018: The Bad Seed jako Milo
- 2019: Następcy 3 jako Squirmy
- 2019: To – Rozdział 2 jako Dean
- 2019: Picture a Perfect Christmas jako Troy Murphy

### Seriale TV
- 2015: Hell on Wheels: Witaj w piekle jako William Bohannon
- 2015: Arrow jako chłopiec
- 2015: Człowiek z Wysokiego Zamku jako Otto Wegener
- 2016: Heartbeat jako chłopiec
- 2016: Motyw jako Owen Blaine
- 2016: Bates Motel jako młody Norman
- 2017: Dawno, dawno temu jako młody David
- 2017: Supergirl jako chłopiec
- 2019: Riverdale jako Jack
- 2017–2019: Legion jako David Haller
- 2019: Pup Academy jako Jerzy
- 2019–2020: Już nie żyjesz jako Henry Harding

## Nagrody
Luke był nominowany 21 razy i wygrał 5 razy od 2015 roku z 3 różnymi nagrodami.
| Rok  | Nagroda                 | Kategoria                                                            | Projekt                                                     | Wynik     |
| ---- | ----------------------- | -------------------------------------------------------------------- | ----------------------------------------------------------- | --------- |
| 2015 | Joey Awards             | Best Actor in a TV Drama Featured Role Age 8-13 Years                | Hell on Wheels                                              | Nagroda   |
| 2015 | Joey Awards             | Best Young Ensemble in a Short Film                                  | Kindergarten Da Bin Ich Wieder                              | Nominacja |
| 2015 | Joey Awards             | Best Actor in a Short Film Age 5-8 Years                             | Kindergarten Da Bin Ich Wieder                              | Nominacja |
| 2015 | Joey Awards             | Best Actor in a Tv Commercial Or PSA Age 6-9 Years                   | For „Bounty” Paper Towel TV Commercial-”Whoʻs Training Who” | Nominacja |
| 2016 | Joey Awards             | Young Actor in a TV Commercial Age 7-9                               | The Wish Writer                                             | Nagroda   |
| 2016 | Joey Awards             | Best Young Actor in a Commercial Voice Over Role                     | Pfizer-Before it Became a Medicine                          | Nagroda   |
| 2016 | Joey Awards             | Best Young Actor in a TV Series Featured Role Age 6-10               | The Man in the High Castle                                  | Nominacja |
| 2016 | Joey Awards             | Best Young Actor in a TV Series Recurring Role Age 6-9               | Bates Motel                                                 | Nominacja |
| 2016 | Joey Awards             | Young Actor in a Drama TV Series Guest Starring/Principal Role       | Motive                                                      | Nominacja |
| 2016 | Joey Awards             | Best Young Actor in a Short Film Age 7-9                             | Garbage Man                                                 | Nominacja |
| 2016 | Joey Awards             | Best Young Actor in a Feature Film/MOW Featured Role                 | Christmas Truce                                             | Nominacja |
| 2017 | Joey Awards             | Best Actor in a Commercial Short Film Age 8-10                       | The Robot                                                   | Nagroda   |
| 2017 | Joey Awards             | Best Recurring Actor in a TV Series Age 6-9 Years                    | Legion                                                      | Nominacja |
| 2017 | Joey Awards             | Best Supporting Actor in a TV Movie Age 6-10 Years                   | Signed, Sealed, Delivered: Lost Without You                 | Nominacja |
| 2017 | Joey Awards             | Best Ensemble in a TV Movie                                          | While You Were Dating                                       | Nominacja |
| 2017 | Joey Awards             | Best Principal or Guest Starring Actor in a TV Series 7-10 Years     | Once Upon a Time                                            | Nominacja |
| 2017 | Joey Awards             | Best Commercial Voice Over Actor                                     | Nomination for Commercial Voice Over 'SC Johnson Off Radio' | Nominacja |
| 2018 | Joey Awards             | Best Leading Actor in a TV Movie                                     | Miss Christmas                                              | Nagroda   |
| 2018 | Joey Awards             | Best Actor in a TV or Movie Featured Role                            | Deadpool 2                                                  | Nominacja |
| 2018 | Joey Awards             | Best Actor in A TV Commercial                                        | For TV Commercial „White Spot”                              | Nominacja |
| 2018 | Young Artist Award      | Best Performance in a TV Commercial – Young Actor or Actress         | The Robot                                                   | Nominacja |
| 2018 | Young Artist Award      | Best Performance in a Television Series – Guest Starring Young Actor | Once Upon a Time                                            | Nominacja |
| 2018 | Young Entertainer Award | Best Recurring Young Actor 11 & Under – Television Series            | Legion                                                      | Nominacja |
| 2018 | Young Entertainer Award | Best Young Actor – Television Movie, Mini Series or Special          | While You Were Dating                                       | Nominacja |
| 2019 | Young Entertainer Award | Best Supporting Young Actor – Feature Film                           | Deadpool 2                                                  | Nominacja |
| 2019 | Young Entertainer Award | Best Young Actor – Television Movie, Mini Series or Special          | The Bad Seed                                                | Nominacja |